# Lyperogryllacris mjobergi
Lyperogryllacris mjobergi är en insektsart som först beskrevs av Heinrich Hugo Karny 1925.  Lyperogryllacris mjobergi ingår i släktet Lyperogryllacris och familjen Gryllacrididae. Inga underarter finns listade i Catalogue of Life.